# 莽何羅
莽何罗（？—前88年），本名马何罗。
因明德皇后馬氏厭惡其先人謀反，所以改其姓爲“莽”。官至侍中仆射。
其先爲趙國將領趙奢，號馬服君，子孫以馬爲姓。
另一說為歸順漢朝的匈奴人，匈奴語“莽何”的汉语音译為“马”。然而《史記》亦载其名为"馬何羅"，且其弟名爲“莽通”，非“莽何通”。此說於史無據，恐爲望“名”生義的想當然。
與江充友善，江充被滅族後。莽何罗打算與弟莽通、莽安成刺杀汉武帝，但莽何罗被金日磾抱住。日磾抓住莽何羅的脖子摔倒在地下。事敗後莽氏三兄弟全被處決。